# ارث سیتی (میزوری)
ارث سیتی (به انگلیسی: Earth City) یک منطقهٔ مسکونی در ایالات متحده آمریکا است که در میزوری واقع شده‌است. ارث سیتی ۱۳۴٫۱۱ متر بالاتر از سطح دریا واقع شده‌است.